# Bettlerstock
Bettlerstock är en bergstopp i Schweiz. Den ligger i kantonen Obwalden, i den centrala delen av landet, 70 km öster om huvudstaden Bern. Toppen på Bettlerstock är 2 100 meter över havet.